# Отто Мазал-Шквайн
Отакар Шквайн, більш відомий як Отто Мазал-Шквайн (чеськ. Otakar Škvajn; нар. 3 червня 1894, Кладно, Австро-Угорщина — пом. 12 вересня 1941, Прага, Протекторат Богемії та Моравії) — чехословацький футболіст і тренер. Виступав за збірну Чехословаччини.

## Клубна кар'єра
Футбольну кар'єру розпочав 1919 року в «Кладно», вихованцем футбольної школи якого й був. Потім грав у «Жиденице». Гучно заявив про себе 8 травня 1920 року в пам'ятному для «Жиденице» поєдинку проти празької «Славії» — 6:2, забивши в ньому 5 м'ячів.
У 1921 році перейшов у празьку «Спарту». Був вигнаний з команди за надання інформації про поїздку «Спарти» в Іспанію редактору газети «Prager Tagblatt» Йожефу Лауферу. Нетривалий період часу грав у Брно, звідки потім знову поїхав до Праги, грати за «Славію».
Під час поїздки Славії до Німеччини в січні 1923 року, отримав на вокзалі міста Карлсруе випадкову травму коліна, яка закінчила його кар'єру гравця. Після отримання травми пролежав декілька годин на рейках, допоки його не знайшли залізничники. Вижив, але потім все життя кульгав.

## Кар'єра в збірній
Провів 6 матчів у складі збірної Чехословаччини. У тому числі грав в першому офіційному матчі збірної з югославами (7:0). Грав за збірну на олімпійському турнірі 1920 року, у тому числі в фіналі з Бельгією. Збірна Чехословаччини позбавлена срібних медалей, за демонстративне залишення поля на 40-й хвилині, на знак протесту проти призначення пенальті в її ворота. У півфінальній грі з французами забив свої три м'ячі за збірну (4:1).
Також був представником від Чехословаччини на турнірі Військових ігор 1919 року в Римі.

## Кар'єра тренера
Після завершення кар'єри гравця, тренував декілька клубів Чехословаччини і Польщі. У тому числі: «Простейов», Пардубиці, братиславський ЧШК, ужгородську «Русь», львівську «Погонь», «Жатець», «Кладно», краківську «Віслу». Також був помічником тренера збірної Польщі протягом короткого проміжку часу.
Помер в окупованій Празі від інсульту.